# 迷你哆啦
迷你多啦（香港曾譯“微型叮噹”、“迷你叮噹”、“袖珍多啦A夢”，台灣曾譯“小哆啦”等），是日本漫畫《多啦A夢》中的角色（也可以視為一種法寶），身高30厘米（一說為多啦A夢身高的十分之一，即12.93厘米），是貓型機械人的迷你版。通常待在多啦A夢的四次元口袋（百寶袋）。多啦A夢有6種不同顏色的迷你多啦，最常出現的是紅色，其次是黃色和綠色。另外多啦美亦擁有迷你多啦。

## 創作起源
迷你多啦是日本快樂龍漫畫在1986年6月號開始募集的「秘密道具設計比賽」（9月號發表結果）的入選作品之一。

## 人物

### 歷史
一般的貓型機械人都有耳朵，因此一般的迷你哆啦也有耳朵（如哆啦利钮的迷你多啦足球队就是十一個有耳朵的綠色貓型機械人）。後來因為哆啦A梦幫助時空警察捉拿犯人（雖然只是因為誤打誤撞下捉打犯人），有關單位为了纪念，生產了限量版的迷你哆啦。因為當時的多啦A夢已經失去耳朵，所以這批迷你哆啦也就沒有耳朵。

### 語言
漫畫裡他們只會說一些簡單的字眼，被稱為「迷你多啦語」；動畫版中則會發出「哆啦啦、哆啦啦」的聲音。它們說的話只有哆啦A夢和哆啦美兄妹倆能聽懂，但大雄亦能大概理解其意思（假如不了解時，會服用翻譯蒟蒻）。

### 興趣
跟多啦A夢一樣，最喜歡吃銅鑼燒。對美食無法抗拒，迷你多啦曾為了一枝棒棒糖，答應幫助大雄裝病，也曾把多啦A夢的銅鑼燒一件不留地全吃光。三個迷你哆啦也曾一下吃了大約十串的串燒（雖然只吃了肉，沒有吃蔬菜）。

### 道具
迷你哆啦的道具是多啦A夢的道具的「迷你版本」，但也有多啦A夢可能沒有的道具，如溫泉蛋、貓之手等等。但因為它們的道具太小了，不適合人類使用。

### 功能
迷你哆啦還能識別並修改或修復機器内部結構的道具。
- 在電影《大雄與白金迷宫》中，哆啦A夢在被拷問時遭到嚴重破壞被扔進海底，大雄將紅色迷你哆啦縮小后由哆啦A夢的鼻子處送入哆啦A夢體内，並成功修復了哆啦A夢；在對付叛變機器人首領納波基斯特拉一世時，哆啦A夢以彈弓將攜帶病毒程式的迷你哆啦送入納波基斯特拉口中，並成功植入病毒，消滅了所有的叛亂機器人。
- 在漫畫《多啦A夢生病了?》中，多啦美用迷你多啦為不肯做身體檢查的多啦A夢進行修復工作。

## 備註
1. 1 2  香港文化傳信漫畫譯名
2. ↑  香港TVB大山版譯名
3. ↑  香港歷紹行大山版譯名
4. ↑  台灣華視大山版譯名